# John B. Weller
John B. Weller (Montgomery, 22 febbraio 1812 – New Orleans, 17 agosto 1875) è stato un politico e diplomatico statunitense.
Nel 1827 la sua famiglia si trasferì a Oxford dove il giovane Weller seguì alcune lezioni presso l'Università di Miami, per poi trasferirsi ad Hamilton, per studiare legge presso Jesse Corwin, fratello del senatore Thomas Corwin. Nel 1833 sconfisse Corwin per la corsa a Procuratore distrettuale della Contea di Butler, carica che ricoprì fino al 1836.

Dal 4 marzo 1839 al 3 marzo 1845 fu rappresentante presso il Secondo Distretto congressuale dell'Ohio. Durante la guerra con il Messico,con il grado di tenente colonnello fu alla guida del Second Ohio Regiment of Volunteers che comandò nella battaglia di Monterrey.

A seguito dell'acquisizione di nuovi territori come conseguenza della guerra, Weller fu un fermo sostenitore dell'introduzione della schiavitù dei neri. 
Nel 1848 si candidò per la carica di Governatore dell'Ohio, ma venne sconfitto in maniera schiacciante dal suo avversario Whig William Bebb.

Il 16 gennaio 1849 il Presidente degli Stati Uniti James Knox Polk, incaricò Weller di guidare la commissione che aveva il compito di negoziare con la loro controparte messicana i nuovi confini tra Stati Uniti e Messico, tuttavia a causa di forti ritardi e la pesante opposizione dei Whig, il suo operato fu ostacolato a tal punto da venire sostituito nel febbraio del 1860.

A seguito di questa destituzione, Weller cercò miglior fortuna trasferendosi a San Francisco per aprire un suo studio legale e dove partecipò alla seconda Convenzione democratica della California dove il 20 maggio 1851 fu eletto tra i cinque candidati in corsa per l'elezione a Governatore della California.  Rappresentante del Partito Democratico, è stato anche membro della Camera dei rappresentanti per l'Ohio dal 1839 al 1845. Il 30 gennaio 1852 fu eletto membro del Senato per la California, carica che ricoprì fino al 3 marzo 1857. È stato il quinto governatore della California, in carica dal gennaio 1858 al gennaio 1860. Nel corso della sua carriera politica è stato anche ambasciatore statunitense in Messico per alcuni mesi nel 1861, per essere sostituito da Thomas Corwin.